# Willa de Toscana
Willa a fost fiica margrafului Boso de Toscana (așadar, aparținând familiei Bosonizilor) și totodată soția lui Berengar al II-lea, marchiz de Ivrea, devenit rege al Italiei.
Willa a fost mama regelui Adalbert de Italia, a lui Guy de Ivrea și a lui Conrad de Ivrea.
Ea a maltratat-o pe Sfânta Adelaida pe când aceasta se afla captivă la Berengar, pentru câteva luni de zile, în 951. Cronicarul Liutprand de Cremona, aflat la curtea de la Pavia, oferă câteva descrieri asupra caracterului Willei. După depunerea lui Berengar al II-lea, Willa a fost închisă într-o mănăstire din Germania.